# Попелиця ліщинова
Попелиця ліщинова (Myzocallis coryli) — вид напівтвердокрилих комах родини справжніх попелиць (Aphididae).

## Поширення
Вид поширений в Європі, південно-західній Азії, Північній Африці, Японії, Новій Зеландії, західній частині Північної Америки та Південній Америці.

## Опис
Зрілі крилаті імаго мають тіло завдовжки 1,3-2,2 мм, блідо-жовтого кольору без пігментації черевної порожнини. Вусики мають кільця чорного кольору. Переднє крило має чорну пляму біля основи птеростигми. Незрілі безкрилі особині мають тіло вкрите дуже довгими волосками.

## Спосіб життя
Попелиця живиться на ліщині. Самиця відкладає яйця в жовтні на дворічних або трирічних гілках ліщини, де яйцекладка зимує. Яйця переважно розташовані поодиноко в щілинах, на рубцях листя навколо бруньок та під лускою кори ліщини. Вони мають видовжено-овальну форму і спершу блідо-жовті, але незабаром стають блискучими чорними. З яєць вилуплюються німфи, які спочатку харчуються набряклими бруньками, а потім нижньою стороною листя. Вони дозрівають до крилатих дорослих імаго за 2–3 тижні, а потім народжують велику кількість личинок (німф). Всі наступні покоління складаються лише з живородних самиць. З наближенням осені останнє покоління попелиць народжується двох статей. Співвідношення статей становить приблизно 5 до 1 з перевагою самиць. Самиці відкладають яйця, які зимують до весни.

## Шкідливість
Живлячись соком, цей шкідник здатен переносити вірусні хвороби. Медвяна роса, що утворюється унаслідок життєдіяльності колоній попелиць, є поживним середовищем для сажкових грибів, і це значно збільшує шкідливість виду у насадженнях ліщини та фундука. Унаслідок заселення попелицями ріст пагонів пригнічується, листя передчасно всихає та опадає. Ушкоджені рослини взимку підмерзають.

## Природні вороги
Декілька паразитоїдів були зареєстровано у Myzocallis coryli. Один з них — Trioxys pallidus був зібраний у Європі та використовується для біологічного контролю в США. В Шотландії у 2019 році вивлений кліщ Lassenia newelli , личинки якого паразитують на ліщиновій попелиці. На нею полюють також хижі мухи, клопb та жуки.